# Strijkkwartet nr. 1 (B. Tsjajkovski)
Boris Tsjajkovski voltooide zijn Strijkkwartet nr. 1 in 1954.
Voor een werk uit 1954 klinkt het nog behoorlijk behoudend en melodieus, men moet daarbij in ogenschouw nemen dat er in die tijd nog strikte regels waren voor composities. De klassieke muziek moest begrijpbaar zijn voor het volk, aldus de autoriteiten van de Sovjet-Unie. Dit eerste strijkkwartet, er volgden er nog vijf, kent naast de behoudende muziek dan ook de traditionele opbouw van een strijkkwartet, namelijk drie delen:
1. Allegro
2. Largo
3. Allegretto

Ook de tempoverdeling snel – langzaam – snel is klassiek te noemen. De eerste uitvoering vond plaats op 2 februari 1958 door het in de Sovjet Unie vermaarde Komitas Quartet. Plaats van handeling was de grote zaal van het Conservatorium van Moskou.

## Discografie
Er is tot 2009 geen opname beschikbaar. In dat jaar volgde een uitgave met alle zes strijkkwartetten door Ilja Zoff, Elena Raskova (viool), Lydia Kovalenko (altviool) en Alaxey Massarsky (cello). Het platenlabel Northern Flowers nam de strijkkwartetten in 2008 in samenwerking met de Boris Tsjajkovski Society op. Inmiddels sponsorde de Russische Kunst Stichting dergelijke opnamen ook.

## Bron
- de compact disc
- Boris Tsjajkovski Foundation